# Grumman F9F Panther
Pour les articles homonymes, voir Grumman F9F.
Le Grumman F9F Panther est un avion de chasse à réaction américain conçu à la fin des années 1940. Destiné à être embarqué à bord de porte-avions, il a été utilisé au combat pendant la guerre de Corée et construit à 1 382 exemplaires.
Les versions équipées d'ailes en flèches ont reçu la désignation de Cougar. Construites à  1 988 exemplaires, elles n'ont pratiquement pas été utilisées au combat mais, comme les Panther, ont équipé la patrouille acrobatique des Blue Angels.

## Conception

### Le Panther
En 1946, Grumman lance un projet interne désigné G-79, correspondant à un avion de chasse monoplace avec plusieurs motorisations possibles. Quelques mois plus tard, l'utilisation d'un réacteur J42 (un Rolls-Royce Nene construit sous licence) est proposée. Un contrat est alors signé avec l'US Navy pour la construction de trois prototypes : deux XF9F-2 avec le réacteur J42, et un XF9F-3 avec un réacteur Allison J33. L'utilisation du J33 est prévue en solution de secours, en cas de problèmes avec le J42.

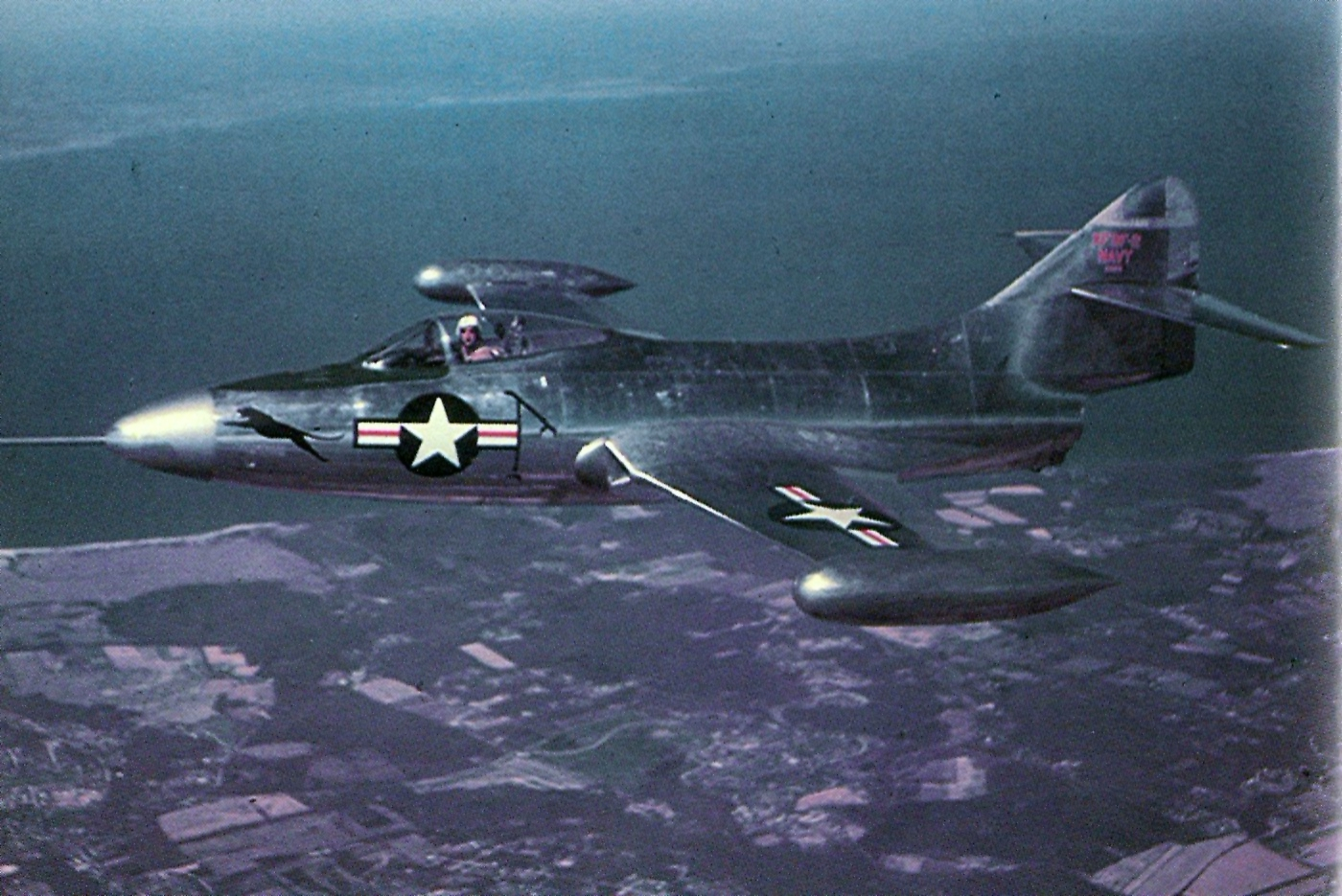
Grumman XF9F-2 Panther en 1948

Le premier XF9F-2 fait son vol inaugural le 24 novembre 1947 depuis l'usine de production de Bethpage (New York). Les essais montrent des problèmes de stabilité qui sont corrigés par quelques modifications de la structure. Début 1948, des réservoirs de carburants sont ajoutés au bout des ailes. Le XF9F-3 fait son premier vol le 16 août 1948.
Le premier F9F-2 de série vole en août 1949. Il est équipé de 4 canons de 20 mm pouvant cracher seize livres d'obus explosifs par seconde, avec des munitions pendant treize secondes de tir soutenu, et d'un siège éjectable. En cours de production, le réacteur J42 initial est remplacé par un J42-P-8 d'une puissance de 2270 kgp, pouvant être augmentée par injection d'eau pour le décollage. Les F9F-2 reçoivent également 4 pylônes sous les ailes pour pouvoir emporter des réservoirs, des bombes ou des roquettes. Un petit nombre de F9F-2 seront modifiés en avions de reconnaissance, en enlevant les canons pour les remplacer par deux caméras.
Seuls 54 exemplaires du Panther sont livrés avec un réacteur J33, sous la désignation F9F-3. En effet, le réacteur J42 s'avère nettement supérieur et la production de cette version est arrêtée, et tous les F9F-3 livrés sont remotorisés.
En 1950, deux avions sont prélevés sur les chaines de montage et modifiés en F9F-4, avec un fuselage allongé pour augmenter la capacité en carburant, une dérive agrandie et un réacteur Allison J33-A-16 fournissant 2 837 kgp (soit 25 % de puissance supplémentaire). Le premier vol de cette version a lieu le 5 juillet 1950. Sa capacité d'emport en armement est portée à 1 570 kg. Le réacteur J33-A-16 s'avère cependant peu fiable, et de nombreux F9F-4 seront modifiés en F9F-5.
Cette version F9F-5 conserve les améliorations du F9F-4, à l'exception du réacteur qui est un Pratt & Whitney J48 (en fait un Rolls-Royce Tay construit sous licence). Elle fait son premier vol le 21 décembre 1949 et les livraisons commencent fin 1950. Ces avions remplacent alors les F9F-2 dans les unités opérationnelles. Une version de reconnaissance F9F-5P est réalisée à partir du F9F-5, dont les canons sont supprimés et le nez modifié pour accueillir des caméras.

### Au cinéma
En 1954 Paramount Pictures réalise le film Les Ponts de Toko-Ri avec William Holden, Grace Kelly et Mickey Rooney. Ce film met en scène des F9F-4 Panther embarqués sur le porte-avions USS Oriskany qui durant la guerre de Corée bombardent des objectifs en territoire ennemi. Il remporte en 1955 l'Oscar des meilleurs effets spéciaux.
La même année la MGM réalise également un film de guerre : L'Escadrille Panthère avec les mêmes appareils embarqués sur le même porte-avions. Van Johnson y campe un pilote qui sous les ordres de Walter Pidgeon avec ses camarades bombarde lui aussi au péril de sa vie des objectifs ennemis sur F9F Panther.

## Le Cougar
En 1951, pendant la Guerre de Corée, l'apparition du MiG-15 pousse l'US Navy à réclamer une version du Panther avec des ailes en flèches, pour améliorer les performances. Trois F9F-5 sont modifiés par Grumman avec une aile entièrement nouvelle, un fuselage légèrement allongé et diverses autres modifications aérodynamiques. La capacité en carburant est inférieure à cause de la suppression des réservoirs en bout d'aile, qu'un nouveau réservoir de fuselage ne compense pas complètement.
Le premier F9F-6 fait son vol inaugural le 20 septembre 1951. Après quelques modifications, cette nouvelle version se révèle non seulement plus rapide, mais offre également un meilleur comportement en vol. La production en série est lancée aussitôt, les F9F-6 recevant un réacteur J48 plus puissant à partir du 30e exemplaire. Soixante d'entre eux sont modifiés en avion de reconnaissance, en remplaçant les canons par des caméras. Une version F9F-7 est réalisée en parallèle, avec un réacteur Allison J33-A-16 identique à celui des F9F-4. Comme pour ceux-ci, le manque de fiabilité du J33 conduit cependant à livrer les 50 derniers F9F-7 avec un réacteur J48 et à remotoriser la plupart de ceux déjà construits.
Afin de réduire la vitesse de décrochage et d'améliorer l'autonomie, une version F9F-8 est développée par Grumman en 1953. Pour cela, le fuselage est allongé de 20 cm et l'aile à nouveau modifiée. Un réacteur J48 légèrement plus puissant est également installé. Le vol d'un F9F-8 a lieu le 18 janvier 1954. En cours de production, les avions reçoivent une perche de ravitaillement en vol et la capacité d'emport du nouveau missile air-air AIM-9 Sidewinder.
Un certain nombre d'exemplaires sont modifiés en F9F-8B destinés au bombardement : leur avionique est modifiée avec notamment l'ajout d'un système de bombardement à basse altitude, et ils peuvent emporter une bombe atomique. Une version F9F-8P de reconnaissance fait son premier vol le 18 février 1955, avec un nez complètement modifié pour permettre l'emport de caméras. Enfin, une version biplace d'entraînement F9F-8T est réalisée, avec un fuselage allongé de 86 cm pour installer le second poste de pilotage et deux canons sur quatre supprimés. Financée au départ sur les fonds propres de Grumman, cette version fait son premier vol le 4 avril 1956. L'US Navy en commande finalement 400 exemplaires qui entrent en service en 1957.

## Carrière
Les premiers exemplaires à avoir été mis en service sont les F9F-3, en mai 1949. Les Panther quittent les unités de combat en 1956 mais restent utilisés pour l'entrainement jusqu'en 1958. Les F9F-5 restants sont alors convertis soit en drones télécommandés, soit en avion de contrôle de drones. Les derniers d'entre eux sont définitivement retirés au milieu des années 1960.
Les Cougar sont mis en service à partir de 1952. Leur carrière est cependant assez brève à cause de l'arrivée d'une nouvelle génération d'avions plus performants, notamment le F-8 Crusader et le A-4 Skyhawk. Retirés des unités de première ligne dès la fin des années 1950, les Cougars sont réformés au milieu des années 1960.

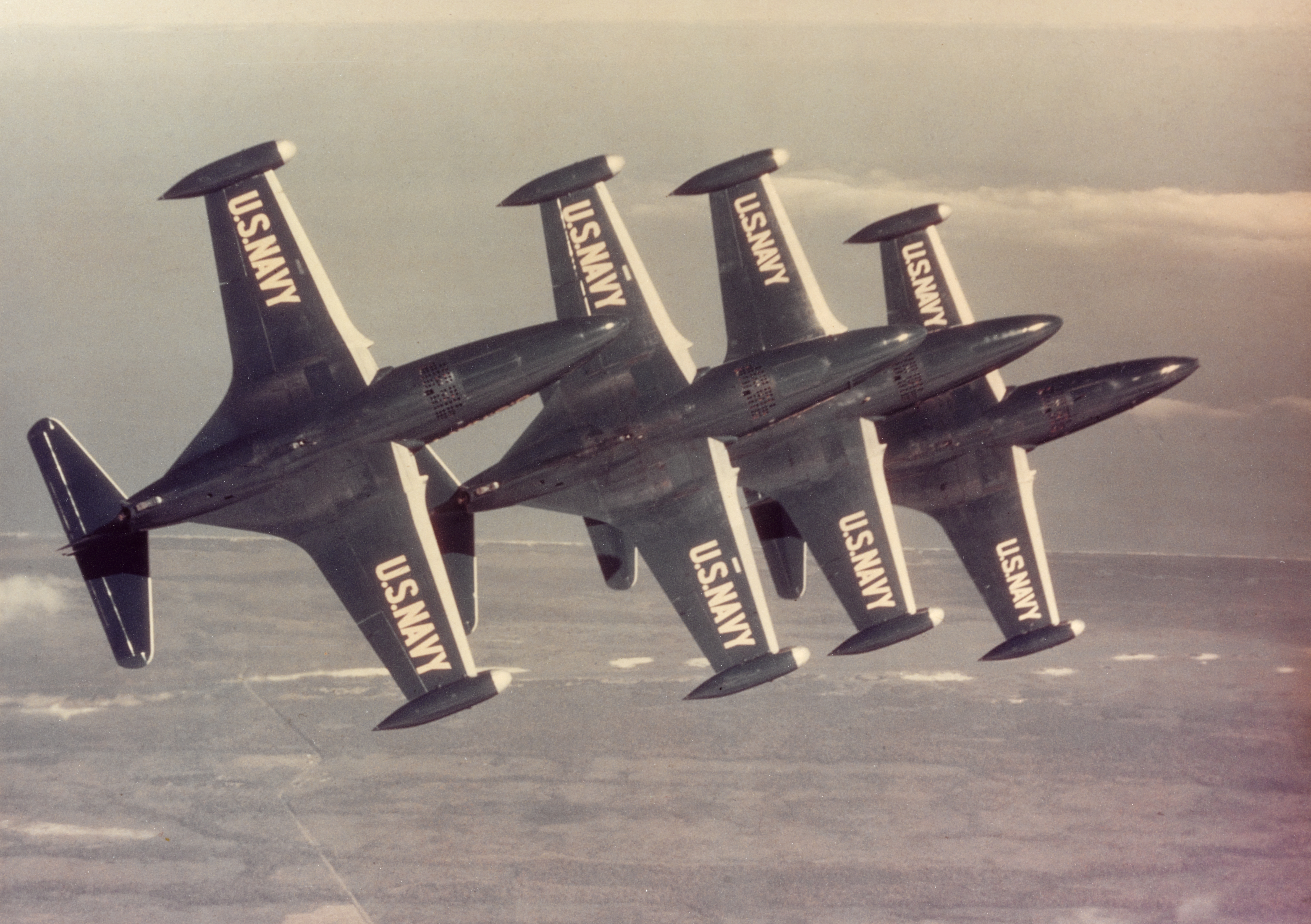
F9F-5 des Blue Angels en 1952

La patrouille des Blue Angels est équipée de F9F-2 Panther en août 1949. Ils sont remplacés par des F9F-5 en novembre 1951, puis par des F9F-8 Cougar en 1954. Ces derniers seront à leur tours remplacés par des Grumman F-11 Tiger en 1957.
L'Argentine reçoit 24 F9F-2 entièrement révisés en 1958 et deux F9F-8T en 1962. Ces avions ne peuvent cependant pas être embarqués sur le porte-avions ARA Independencia (V-1), et sont donc basés à terre. Ils seront conservés jusqu'en 1969.

## Engagements

### US Navy

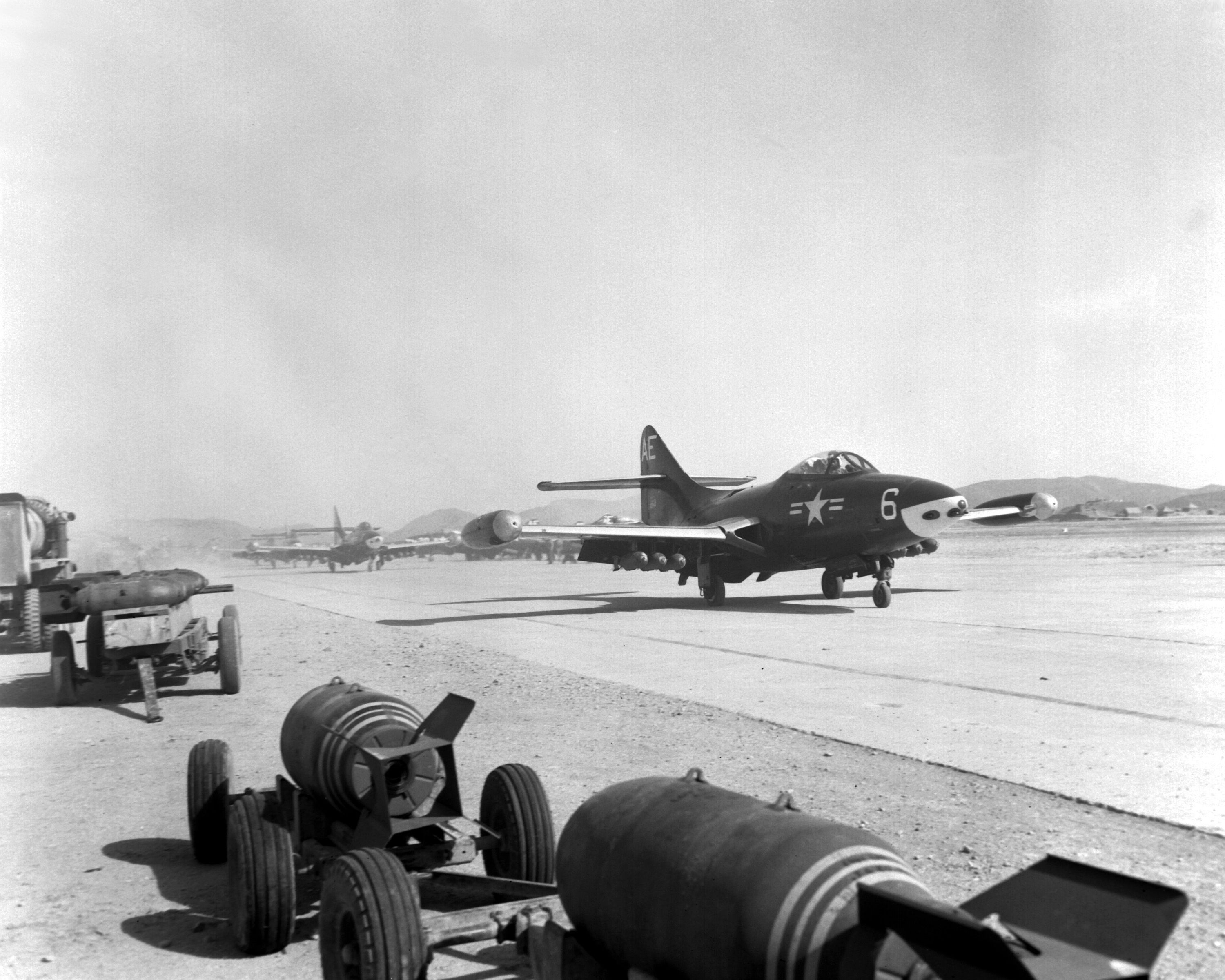
F9F-2 Panther de l'escadron VMF-115 Able Eagles de l'US Marine Corps sur la piste de Pohang, en Corée du Sud, le 15 mars 1953.

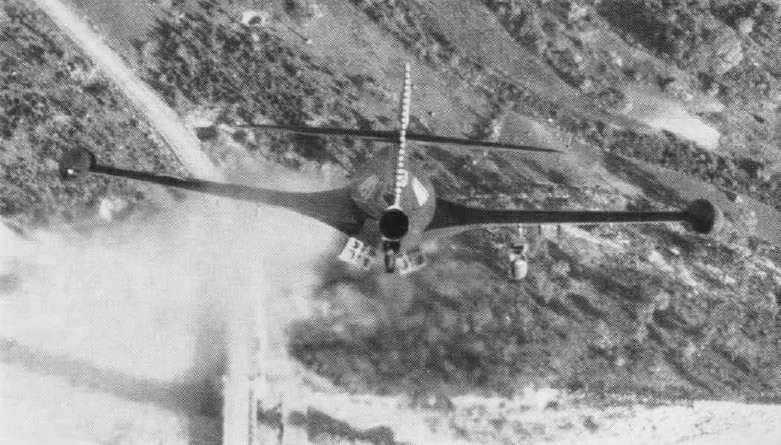
Grumman F9F-2 Panther du
VF-71 attaquant un pont en Corée, en novembre 1952

Les Panther américains ont été engagés lors de la guerre de Corée, pendant laquelle ils ont surtout effectué des missions d'attaque au sol et d'appui aérien rapproché. Malgré tout, ils ont remporté plusieurs victoires aériennes.

Le 3 juillet 1950, le Lieutenant (junior grade) Leonard H. Plog, du VF-51, aux commandes d'un F9F-3, remporta la première victoire aérienne de la guerre de l'US Navy en abattant un Yak-9 de la Force aérienne populaire de Corée.
Le 9 novembre 1950, le lieutenant commander William T. Amen, du Squadron VF-111 avec un F9F-2B basé sur le porte-avions USS Philippine Sea (CV-47), devint le premier pilote embarqué américain à s'adjuger un MiG-15 du 139e Régiment de chasse soviétique. Une bataille aérienne restée secrète jusqu'à la fin de la guerre froide voit deux F9F-5 du VF-781 stationnant sur l'USS Oriskany (CV-34) engagés par sept MiG-15 de la Voyska PVO au large de Vladivostok le 18 novembre 1952, le lieutenant Royce Williams réussit en à abattre quatre et réussit à apponter avec son avion lourdement endommagé, ayant plus de 263 trous dus aux obus de 23 et 37 mm sur sa carlingue. L'appareil, dépouillé de ce qui était récupérable, est jeté ensuite à la mer. Son coéquipier qui a eu ses canons enrayés est rentré également,.
Au total, cinq MiG-15 furent abattus avec un Panther[réf. nécessaire].
Six F9F-4 du VMF-115 s'écrasent le 10 septembre 1952 par mauvais temps sur une montagne sud-coréenne à la suite d'une défaillance des instruments de navigation de l’avion de tête en voulant atterrir sur la base aérienne de Daegu. Les six pilotes sont tués.
Les Cougar sont arrivés trop tard pour participer à la guerre de Corée, et ont été retirés trop tôt pour celle du Viêt Nam. Cependant, quatre biplaces F9F-8T ont été brièvement utilisés pour diriger des missions d'attaque par les Marines au début de ce dernier conflit.

### Marine Argentine

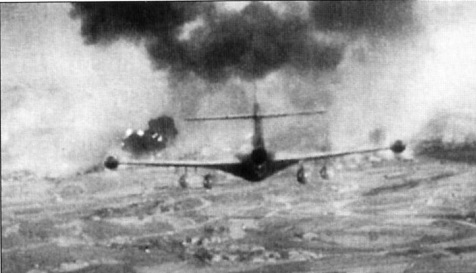
F9F Panther de l’aéronavale argentine attaquant une colonne de l’armée de terre argentine durant la révolte de la marine argentine en 1963.

Durant la révolte de la marine argentine en 1963, des Panther et des Corsair de l'aviation navale argentine attaquent le 2 avril une colonne blindée de l’armée de terre argentine et détruisent une douzaine de M4 Sherman en perdant un appareil. Le lendemain, plusieurs (quatre (?)) Panther sont détruits par un bombardement de la base Punta Indio de La Plata par la force aérienne argentine qui détruit au total une douzaine d'appareils de la marine.
D'autres ont effectué quelques patrouilles aériennes lors d'un bref conflit frontalier avec le Chili.

## Variantes

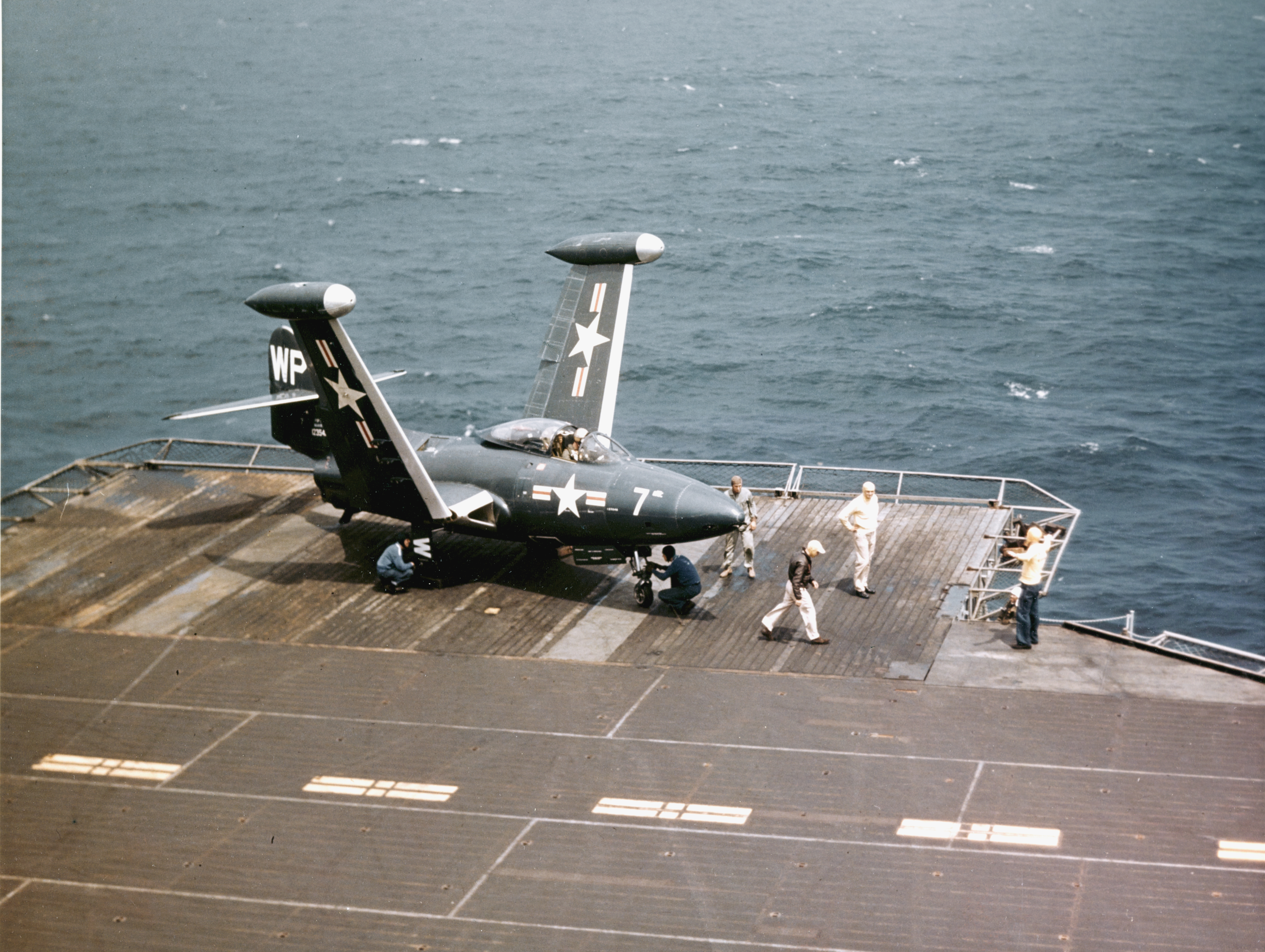
Un F9F-2 Panther avec ses ailes repliées

- XF9F-1 : (1946) Modèle G-79, biplace propulsé par quatre réacteurs Westinghouse J30, jamais construit
- XF9F-2 : (21 novembre 1947) prototype avec un réacteur Pratt & Whitney J42 (2 exemplaires)
- XF9F-3 : (16 août 1948) prototype avec un réacteur Allison J33 (1 exemplaire)

- F9F-2 Panther : (août 1949) première version de série avec réacteur J42 (564 exemplaires)
  - F9F-2B : Version équipée de supports sous les ailes pour bombes et roquettes. Comme tous les F9F-2 ont été amenés à cette norme, la désignation B a été abandonnée.
  - F9F-2P : Version de reconnaissance photo non armée utilisée en Corée (36 exemplaires).
- F9F-3 : (mai 1949) première version de série avec réacteurs J33 puis rétrofit-té avec des J42 (54 exemplaires); renommés F-9B en 1962.
- XF9F-4 : (5 juillet 1950) Prototypes utilisés dans le développement du F9F-4 (2 exemplaires).
- F9F-4 : fuselage allongé, réacteur J33-A-16 (106 exemplaires); renommés F-9C en 1962.
- F9F-5 : (21 décembre 1949) fuselage allongé, réacteur Pratt & Whitney J48 P-6 (616 exemplaires); renommés F-9D en 1962.
  - F9F-5P : version de reconnaissance (36 exemplaires); renommés RF-9D en 1962.
  - F9F-5K : Après le retrait du F9F Panther du service opérationnel, un certain nombre de F9F-5 ont été convertis en drones cibles sans pilote; renommés QF-9D en 1962.
  - F9F-5KD : Conversions en directeur de drone radiocommandé pour les drones F9F-5K; renommés DF-9E en 1962

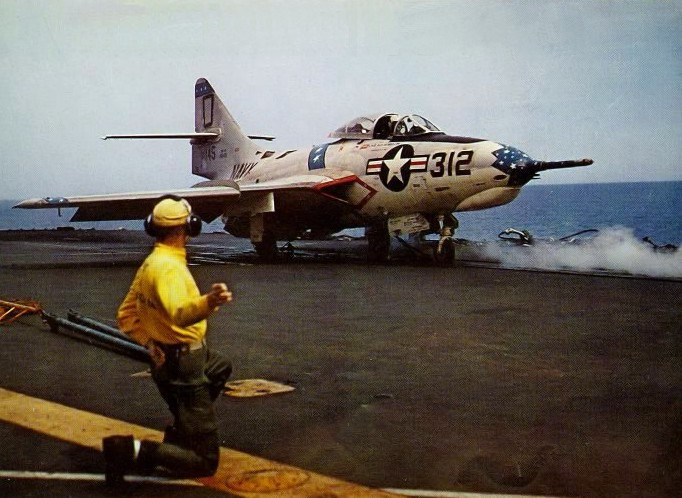
F9F-8 Cougar du VA-76 sur l'USS Forrestal (CVA-59) en 1957

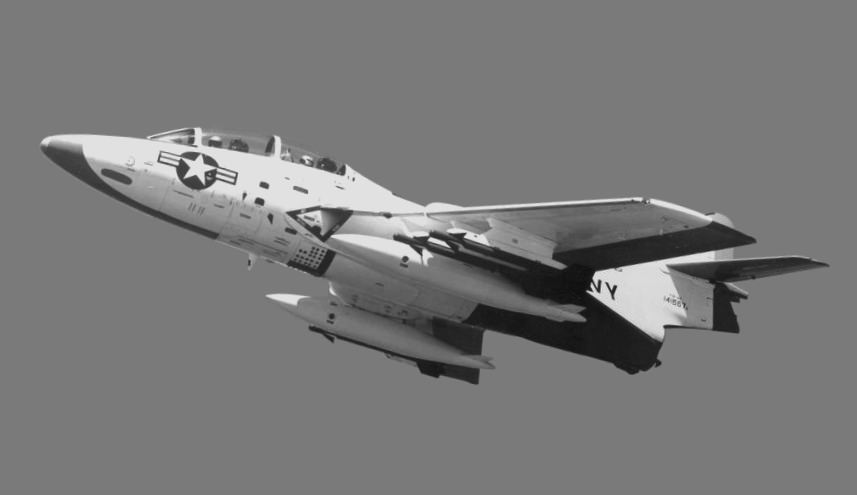
Grumman TF-9J Cougar équipé de missiles AIM-9

- F9F-6 Cougar : (20 septembre 1951) ailes en flèche, nouveaux réacteurs J48 P-8 (646 exemplaires); renommés F-9F en 1962.
  - F9F-6P : version de reconnaissance (60 avions modifiés); renommés RF-9F en 1962.
- F9F-7 : réacteur J33-A-16 puis rétrofit-té avec des réacteurs J48 P-8 (187 exemplaires); renommés F-9H en 1962.
- F9F-8 : (avril 1953) aile modifiée, fuselage allongé de 20 cm, plus de carburant, quatre missiles air-air AIM-9 Sidewinder (601 exemplaires); renommés F-9J en 1962.
  - F9F-8B : version de bombardement; avionique modifiée avec ajout d'un système de bombardement à basse altitude, possibilité d'emport d'une bombe atomique.
  - F9F-8P : (18 février 1955) version de reconnaissance (110 exemplaires); renommés RF-9J en 1962.
  - F9F-8T : (4 avril 1956) version biplace d'entraînement, fuselage allongé de 86 cm (399 exemplaires); renommés TF-9J en 1962.

## Utilisateurs
- États-Unis
  - US Navy
  - US Marine Corps
- Argentine
  - aviation navale argentine